# Jagatsinghpur (district)
Jagatsinghpur is een district van de Indiase staat Odisha. Het district telt 1.056.556 inwoners (2001) en heeft een oppervlakte van 1759 km².
Dit district is verdeeld in de volgende acht tehsils: Jagatsinghpur, Kujang, Tirtol, Balikuda, Biridi, Naugaon, Ersama en Raghunathpur. De laatste vier zijn in 2008 gecreëerd.
Angul · Balangir · Baleshwar · Bargarh · Bhadrak · Boudh · Cuttack · Debagarh · Dhenkanal · Gajapati · Ganjam · Jagatsinghpur · Jajpur · Jharsuguda · Kalahandi · Kandhamal · Kendrapara · Kendujhar · Khordha · Koraput · Malkangiri · Mayurbhanj · Nabarangpur · Nayagarh · Nuapada · Puri · Rayagada · Sambalpur · Subarnapur · Sundargarh